# Kru
Kru je jedna od devet glavnih grana zapadnosudanskih naroda rasprostranjenih po šumovitim područjima jugozapadne Obale Slonovače i južnog dijela Liberije. Glavna plemena su: Aizi, Bassa (s Gbii i Dei), Grebo, Kru (Klao), Bakwé, Bete (s Kouya i Godié), Dida (s Neyo), Grebo (s nekoliko plemena), Kwadia, Kuwaa, Wobe, Nyabwa (s neokliko podgrupa), Krahn i Wané. Jedino pleme iz Burkine Faso su Siamou (ili Seme) koji žive u provinciji Kenedougou. Porijeklo plemena Kru i drugih plemenskih skupina Bassa, Dei, Mamba i Grebo je bilo negdje na sjeveru, zacijelo na području Obali Bjelokosti, odakle su u 16. stoljeću došli na područje Liberije. 
Kru narodi govore 24 jezika. (39 po SIL-u) kojima se služi oko 3.000.000 ljudi. Po zanimanju su pretežno ribari. Organizirani su po egzogamnim patrilinerarnim klanovima, politički necentralizirani. Uz spomenuti ribolov uzgajaju i nešto riže i manioke, a znatan dio mlađe populacije zbog ekonomskih razloga odselio je u Monroviju, Liberija.

## Vanjske poveznice
- A Dutch account of Liberia in the Seventeenth Century: Olfert Dapper  Arhivirana inačica izvorne stranice od 20. srpnja 2008. (Wayback Machine)